# Blue Lake (Australie)
Pour les articles homonymes, voir Blue Lake.
Le Blue Lake (en français, « lac bleu ») est un lac qui se trouve à 24 m d’altitude, dans la caldeira d’un volcan éteint situé près de la ville de Mount Gambier, en Australie-Méridionale.
Dans la langue locale aborigène, il est nommé « Waawor »,.

## Présentation
De décembre à février, le lac se teinte d’une couleur intense bleu cobalt, tournant au gris métallique d’avril à novembre. La cause exacte de ce phénomène est encore matière à conjecture, mais on considère que c’est probablement dû à une question de température des différentes couches de surface pendant les mois d’été, avoisinant les 20 °C, causant une précipitation du carbonate de calcium et permettant la micro-cristallisation du carbonate de calcium. Ceci produit une dispersion de la longueur d’onde correspondant à la lumière bleue. Le mouvement du plancton dans le lac, durant les saisons et au cours de la journée, peut aussi jouer un rôle dans les changements de couleur.
Le Blue Lake fournit la ville de Mount Gambier en eau potable, pourvoyant environ 3,6 millions de mètres cubes par an sur ses 36 millions de mètres cubes de réserve[réf. nécessaire], soit un dixième de ses réserves.
Sa profondeur moyenne est de 70 m : son fond se trouve ainsi sous le niveau de la mer, laquelle est à une vingtaine de kilomètres au sud.